# GPS1
GPS1‏ (G protein pathway suppressor 1) هوَ بروتين يُشَفر بواسطة جين GPS1 في الإنسان.